# Полищук, Любовь Григорьевна
Любо́вь Григо́рьевна Полищу́к (21 мая 1949, Омск, СССР — 28 ноября 2006, Москва) — советская и российская актриса театра и кино, артистка эстрады, певица, педагог. Народная артистка Российской Федерации (1994).

## Ранняя жизнь
Родилась 21 мая 1949 года в Омске в семье строительного рабочего Григория Мефодьевича Полищука и швеи Ольги Пантелеевны Полищук (1928—2020). С детства Полищук хотела стать артисткой, любила танцевать и петь. Из-за слишком высокого роста её не приняли в балетную школу, и тогда она записалась в школьный хор, став его солисткой.
После окончания школы Полищук поехала в Москву для поступления в театральный институт, но опоздала на вступительные экзамены. По возвращении домой она работала в Омской филармонии в коллективе «Омичи на эстраде». Позднее вместе с группой артистов филармонии поступила во Всероссийскую творческую мастерскую эстрадного искусства (ВТМЭИ) при Росконцерте (разговорный жанр). В 1967 году Полищук окончила учёбу, после чего вернулась в Омск, где выступала в качестве артистки разговорного жанра. Она вела театрализованные программы, исполняла монологи, которые писал для неё Марьян Беленький.

## Карьера

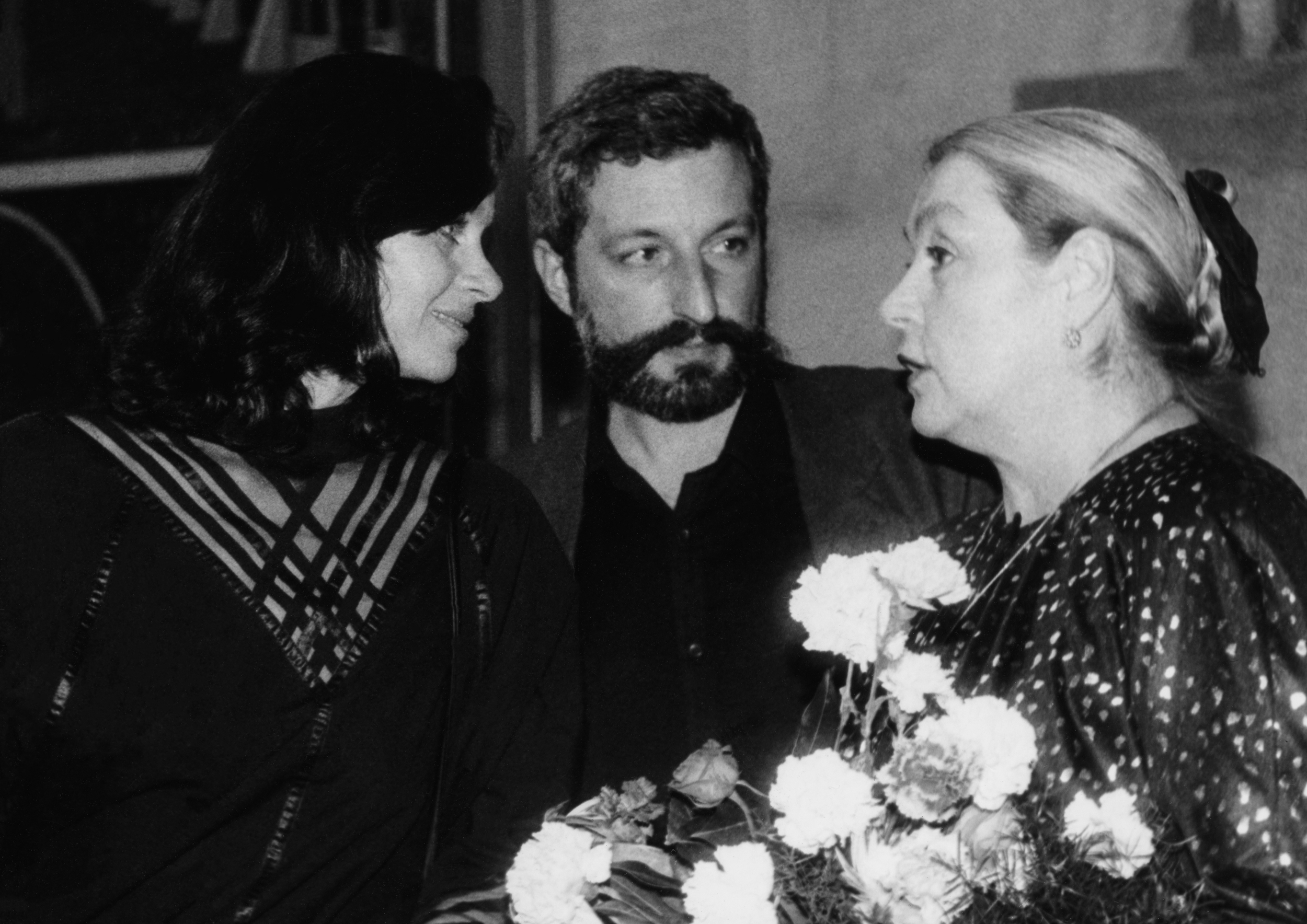
С супругом Сергеем Цигалём и актрисой Лидией Федосеевой-Шукшиной, 1993 год

После того, как в ноябре 1971 года руководитель Омской филармонии Юрий Юровский стал директором Росконцерта, он пригласил в Москву нескольких омских актёров, в том числе и Любовь Полищук. Она стала артисткой Московского мюзик-холла, где, в частности, играла главную роль в спектакле «Красная стрела прибывает в Москву». Монолог Полищук для этой постановки написал Михаил Жванецкий.
В кино Любовь Полищук дебютировала в 1974 году, сыграв эпизодическую роль в фильме Григория Александрова «Скворец и Лира». Известность пришла к Полищук спустя два года после появления в эпизоде телефильма «12 стульев», в котором она танцевала танго с главным героем в исполнении Андрея Миронова. Однако после съёмок в «12 стульях» актрису запретили снимать в главных ролях из-за её «несоветской» внешности. Сама Полищук эту ситуацию не комментировала, однако существовала легенда, что причиной была месть со стороны некоего начальника, домогательства которого она отвергла. По другой версии, у Полищук случился конфликт с одним из руководителей «Мосфильма». После этого Любовь Полищук несколько лет снималась только в эпизодах, хотя нередко запоминалась зрителю не меньше, чем главные герои. Так, после съёмок Полищук в фильме «Моя морячка» её разбитную отдыхающую многие цитировали и копировали, а в «Интердевочке» она сама добавила некоторые реплики своей героине-проститутке (актриса наблюдала за ними в своём московском дворе и скопировала их манеру поведения).
В 1979 году Полищук перешла в труппу Московского театра миниатюр, где проработала семь лет. В 1985 году она заочно окончила актёрский факультет ГИТИСа. Спустя год Любовь Полищук была удостоена звания заслуженной артистки РСФСР. Через восемь лет, в 1994 году, ей было присвоено звание народной артистки Российской Федерации.
В 1990—1997 годах Полищук являлась актрисой театра «Школа современной пьесы» под руководством Иосифа Райхельгауза. В 1997 году она сыграла в дуэте с сыном Алексеем, к тому времени выпускником ГИТИСа, в спектакле «Квартет для Лауры» в антрепризной постановке Андрея Житинкина. В спектакле он играл роль её мужа. Постановка была успешной, антреприза объездила с ней всю страну.
С 2004 по 2006 год актриса снималась в ситкоме «Моя прекрасная няня», где играла Любовь Прутковскую, мать главной героини Виктории. Эта роль стала последней в её карьере.

## Личная жизнь
Любовь Полищук дважды состояла в браке. В 1971 году она вышла замуж за актёра Валерия Макарова (1947—1992), с которым выступала в дуэте «Омичи на эстраде». 15 февраля 1972 года у супругов родился сын Алексей Макаров. В 1976 году Полищук и Макаров развелись из-за возросшей популярности и востребованности актрисы. В дальнейшем Валерий Макаров не поддерживал контактов с бывшей женой и сыном.
С 1984 года до своей смерти Полищук была замужем за художником Сергеем Цигалём (род. 1949). Они поженились по причине беременности актрисы. В этом браке 14 октября 1984 года родилась дочь Мариэтта Цигаль-Полищук.

## Болезнь и смерть
В 2000 году актриса попала в автомобильную аварию, после чего была вынуждена использовать ортопедический корсет. В 2005 году, в связи с выявленным онкологическим заболеванием, Полищук лечилась в Боткинской больнице и в Институте хирургии имени А. В. Вишневского, а в Институте нейрохирургии имени Н. Н. Бурденко ей была сделана операция по удалению части позвоночника. Затем она проходила реабилитацию в частной израильской клинике, но безуспешно. В начале марта 2006 года по возвращении в Москву актриса продолжала, уже будучи тяжело больной, сниматься в сериале «Моя прекрасная няня»; в конце месяца на финальный съёмочный день она отпросилась из больницы.
Последние месяцы Любовь Полищук жила на сильных обезболивающих препаратах. Поняв, что не сможет победить болезнь, она выписалась из больницы и вернулась домой к родным. 25 ноября 2006 года родственники не смогли разбудить актрису, и её вновь госпитализировали в состоянии комы с гипертоническим кризом. После оказания надлежащей медицинской помощи она была выписана домой.
Полищук скончалась во сне 28 ноября 2006 года, на 58-м году жизни, от саркомы позвоночника в своей квартире на Большом Казённом переулке. Похоронена на Троекуровском кладбище (участок № 6а).

## Творчество

### Роли в театре
Московский мюзик-холл
- «Красная стрела прибывает в Москву», режиссёр Павел Хомский

Театр Эрмитаж
- «Чехонте в „Эрмитаже“» (А. Чехов)
- «Хроника широко объявленной смерти» — Вера
- «Вера и Зойка» Ю. Трифонова — кинозвезда
- «Знаменитость» А. Моравиа
- «Здравствуйте, господин де Мопассан»
- «Соломенная шляпка» Эжена Лабиша и Марк-Мишеля — гид
- «Большая кошачья сказка» К. Чапека — Алиса
- «Хармс! Чармс! Шардам! или Школа клоунов» — клоунесса
- «Зойкина квартира» — Зоя Пельц
- «Безразмерное Ким-танго»[18]

Театр Антона Чехова
- «Там же, тогда же», антрепризный спектакль по пьесе Б. Слэйда — Дорис
- «Чествование» Б. Слейда; постановка Л. Трушкина

Театр «Школа современной пьесы»
- 1989 — «Пришёл мужчина к женщине» Семёна Злотникова; реж. Иосиф Райхельгауз — Дина Фёдоровна
- 1992 — «А чой-то ты во фраке?» Дмитрия Сухарева и Сергея Никитина; реж. Иосиф Райхельгауз — Наталья Степановна

Театральное агентство «Арт-Партнёр XXI»
- «Искушение» (2000—2005, постановка В. Ахадова) — Эва

### Фильмография
- 1974 — Бенефис Сергея Мартинсона (фильм-спектакль)
- 1974 — По страницам Сатирикона-2 (фильм-спектакль) — актриса Любарская
- 1974 — Скворец и Лира — девушка на приёме у баронессы (нет в титрах)
- 1976 — Двенадцать стульев — танцующая танго
- 1976 — Волшебный фонарь (фильм-спектакль) — контрабандистка
- 1977 — Золотая мина — Лариса Ковалёва
- 1977 — Семья Зацепиных — Наташа
- 1977 — Юлия Вревская — Люба, сестра милосердия (нет в титрах)
- 1978 — 31 июня — мисс Куини, хозяйка «Вороного коня»
- 1978 — Дуэнья — Диана
- 1979 — Вавилон XX — Мальва
- 1979 — В моей смерти прошу винить Клаву К. — Вера Сергеевна, мама Клавы
- 1979 — Выстрел в спину — Елена Николаевна Ванина
- 1979 — Приключения принца Флоризеля — мадемуазель Жаннет
- 1979 — Тот самый Мюнхгаузен — Маленькая Берта, певица
- 1979 — Цветок душистый прерий (фильм-спектакль) — Жанна
- 1980 — Белый ворон — Маша Нестерова
- 1980 — Большая — малая война — Маруся
- 1980 — Несравненный Наконечников (к/м) — фанатка Эдуардова
- 1980 — Только в мюзик-холле — Татьяна Фёдоровна
- 1981 — На чужом празднике — Любовь Григорьевна, киноактриса
- 1981 — Отпуск за свой счёт — девушка в пирожковой
- 1981 — Эзоп — Клея
- 1982 — Кража — дама на светском рауте
- 1983 — Не заплачу! (фильм-спектакль) — донна Кончетта Куальоло
- 1983 — Тайна «Чёрных дроздов» — Адель Фортескью
- 1983 — Я готов принять вызов — возлюбленная атамана
- 1983—1984 — Люди и дельфины — зрительница в дельфинарии (нет в титрах)
- 1983—1985 — Золотая рыбка — Салли Вуд, телохранитель
- 1984 — Выигрыш одинокого коммерсанта — Бамбарелла
- 1984 — Если можешь, прости — Даша, бывшая жена Якова
- 1985 — Дикий ветер — Ната
- 1985 — Змеелов — Вера
- 1986 — Нужные люди — тренер по аэробике
- 1986 — Покушение на ГОЭЛРО — Анна Маринова
- 1987 — Раз на раз не приходится — Н. И. Смирнова
- 1987 — Христиане — Пелагея Караулова
- 1988 — Коршуны добычей не делятся — Мария
- 1988 — Презумпция невиновности — Зоя Болотникова, певица
- 1988 — Происшествие в Утиноозёрске — Зоя Мироновна Жгульева
- 1988 — Энергичные люди (фильм-спектакль) — Соня
- 1989 — Интердевочка — Зина Мелейко
- 1989 — Любовь с привилегиями — Ирина Николаева
- 1989 — Посвящённый — мать Володи
- 1989 — Я в полном порядке — Вера Константиновна
- 1990 — Бабник — Инна
- 1990 — Моя морячка — танцующая ламбаду
- 1990 — Папашка и мэм — Марина Михайловна
- 1990 — Пришёл мужчина к женщине (фильм-спектакль) — Дина Фёдоровна
- 1990 — Сэнит зон — Боброва, председатель горкома
- 1990 — Фуфло — Ольга Цветкова
- 1991 — Вербовщик — Зинаида Павловна Новикова
- 1991 — Медовый месяц
- 1991 — Семьянин — Лиза, жена Колыванова
- 1991 — Террористка — Ольга
- 1991 — Щен из созвездия Гончих Псов — мама Лиды
- 1992 — А чой-то ты во фраке? (фильм-спектакль) — Наталья Степановна
- 1992 — Бабник 2 — Любовь Карповна
- 1992 — Здесь кто-то был (к/м)
- 1992 — Новый Одеон — балерина / жена Бакланова
- 1992 — Стамбульский транзит — Ольга Борисовна
- 1992 — Цена головы — Шарлотта
- 1993 — Ваши пальцы пахнут ладаном — Надежда Чекрыгина
- 1993 — Дафнис и Хлоя — Клеаристо
- 1993 — Скандал в нашем Клошгороде — Вобла
- 1993—2001 — Воздушный экспресс — товарищ Икс
- 1994 — Дон Кихот и Дон Жуан (фильм-спектакль) — Дульсинея Тобосская
- 1994 — Третий не лишний — Люба, официантка
- 1995 — Игра воображения — Рита Сергеевна
- 1995 — Ширли-мырли — Дженнифер, супруга посла
- 1996 — Импотент — «Пожарная команда»
- 1996 — Короли российского сыска — Анастасия Муравьёва
- 1996 — Страницы театральной пародии — Исидорская, примадонна / Вампука / Гвоздинская
- 1997 — Звёздная ночь в Камергерском — «Лайза Минелли» (номер на тему фильма «Кабаре»)
- 1998 — Дар Божий (к/м) — Елена Константиновна
- 1999 — Кадриль — Лида Звягинцева
- 1999 — Ультиматум — врач районной поликлиники
- 2000 — Агент в мини-юбке — Нина
- 2000 — День святого Валентина — Люба
- 2000 — Игра на вылет — Галина Дорофеевна
- 2000 — Рыцарский роман — императрица Ирина
- 2000 — Тихие омуты — Полина Сергеевна Каштанова
- 2001 — Герой её романа — Полина
- 2001 — Идеальная пара — Диана
- 2001 — Мы сделали это! — Люба, певичка
- 2002 — Бездельники — министерша
- 2002 — Сын неудачника — Любовь
- 2003 — Герой нашего племени — мать ведущего
- 2003 — Персики и Перчики. Куртуазные истории — мадам Вальтер
- 2003 — Русские амазонки — Екатерина Владимировна Вороновская
- 2003 — С Новым годом! С новым счастьем! — Алла Родионова
- 2003 — Снежная любовь, или Сон в зимнюю ночь — Ольга Михайловна, мама Ксении
- 2003 — Сокровища мёртвых
- 2004 — Крёстный сын — Алиса Германовна, актриса
- 2004 — Надежда уходит последней — Муза
- 2004 — О любви в любую погоду — корреспондентка телеканала
- 2004—2005 — Осторожно, Задов! — Ольга, жена прапорщика Приходько
- 2004—2006 — Моя прекрасная няня — Любовь Григорьевна Прутковская, мама Вики
- 2005 — Звезда эпохи — Клавдия Плавникова
- 2005 — Самая красивая — Кира, мать Нонны
- 2005 — Тайский вояж Степаныча — Люся Окопова
- 2005 — Убить карпа — Лидия Михайловна
- 2006 — Испанский вояж Степаныча — Люся Окопова

### Озвучивание мультфильмов
- 1976 — Все непонятливые — курица

## Звания и награды
- 1986 — Заслуженная артистка РСФСР[19]
- 1994 — Народная артистка Российской Федерации — за заслуги в области искусства[5]
- 2007 — Народная артистка Республики Карелия (посмертно).

## Память
- 26 мая 2016 года в Москве установили мемориальную доску на доме № 8 строение 2 по Большому Казённому переулку, где Любовь Полищук жила в последние годы[20].
- 2009 — документальный фильм Первого канала «Любовь Полищук. Женщина-праздник».
- 28 ноября 2007 года в Омске на здании средней школы № 97, где училась Любовь Полищук (1960—1966), открыли мемориальную доску[21].
- 2007 — ежегодно присуждаемая премия правительства Омской области имени народной артистки России Л. Г. Полищук (за лучшую женскую театральную роль).
- В августе 2022 года на одном из центральных домов в Омске по улице Валиханова, прозванной «омским Арбатом»[22], появилось граффити с изображением Полищук — уроженки города[23].